# Charles le Morvan
Charles le Morvan (1865 – 1933) è stato un astronomo francese.
Collaborò con Maurice Loewy e Pierre Puiseux alla realizzazione dell'atlante fotografico della Luna pubblicato tra il 1896 e il 1910 dall'Osservatorio di Parigi.
Il Minor Planet Center gli accredita la scoperta dell'asteroide 774 Armor effettuata il 19 dicembre 1913.